# Catriahäst
Catriahästen är en hästras från Italien där den utvecklades vid berget Catria som gav rasen dess namn. Rasen har existerat sedan medeltiden och är en otroligt säker bergshäst med ett lugnt humör som gjort den till en populär inom turistridningen i Italien.

## Historia
Catriahästar har dokumenterats i skrift sedan 1000-talet e. Kr, under medeltiden och sägs härstamma från en grupp med hästar som avlades vid klostret nedanför Catriabergen i Fonte Avellana. Dessa hästar avlades för att säljas till adel och högre samhällsklasser eller som remonter till kavallerierna i de angränsande områdena. Dessa hästar var stolta och högresta och kallades på latin för "ad usum equitandi". 
Dessa hästar skulle så småningom förbättras med hjälp av en rad olika importerade hästraser. För att ta vara på och förbättra Catriahästarna förmåga att överleva på det knappa betet i bergen importerades hästar från Kroatien som blandades in i stammen. Dessa kroatiska hästar hade sitt ursprung i stäpp- och ökenhästar som förts till Balkan från Eurasien med slaverna.  Dessa hästar hade en naturlig förmåga att överleva i de mest ogästvänliga klimat och förbättrade Catriahästarna avsevärt. För att även anpassa hästarna efter gruvarbetarnas önskemål korsades Catrihästarna med en större variant av Maremmanahästar för att öka hästarnas storlek och massa, så att de skulle klara av att dra vagnar med kol. Catriahästarna användes nu främst som packdjur och transportdjur för att frakta de varor som producerades och odlades i bergen, bland annat kol, hö, olika sädesslag och trä. Catriahästarna användes även i jordbruken. 
Catriahästarna utsattes för konstant inblandning under de kommande åren av flera olika sorters bergshästar. Målet var att utveckla Catriahästen till en fulländad bergshäst som var otroligt viktig för de boende i bergen. Under början av 1900-talet förbättrades Catriahästarna ytterligare när man introducerade den schweiziska bergshästen Freiberger i stammarna. 
Under Andra världskriget hade Catriahästarna en central roll i de italienska styrkornas krigstaktik. Medan nästan alla andra europeiska arméer hade "avhästat" sina arméer och gått över till teknik och motordrivna fordon, så använde det italienska kavalleriet Catriahästarna för att kunna ta sig fram i tuff och bergig terräng, där de andra arméerna inte kunde ta sig fram. Detta gav den italienska styrkan en otrolig fördel. Trots detta så dödades ett stort antal av Catriahästarna under kriget. Idag är de ovanliga utanför Italien, även om de inte är direkt hotade. Sedan mitten av 1990-talet har bland annat Jordbruksdepartementet och Veterinärdepartementet utvecklat mer avancerade avelsprogram för Catriahästen för att bevara de rasrena linjerna och förbättra Catriahästen utan inblandning av andra raser. Idag finns ca 40 hingstar och 400 ston som är verksamma inom aveln.  

## Egenskaper
Catriahästen är en ren bergshäst som är stabil och säker på foten och som har ett lugnt och fogligt temperament. Dessa egenskaper har gjort att Catriahästen har blivit populär att använda som turridningshäst inom turismen. I bergen används fortfarande hästarna inom jordbruket och även som transport- och packdjur då motordrivna fordon har svårt att ta sig fram. Men då efterfrågan på hästarna sjunkit på låglandet har aveln sjunkit något och en del uppfödare har riktat in sig på att producera kött från de största Catriahästarna. Men genom de nya avelsprogrammen och genom ny marknadsföring har Catriahästarna även börjat användas som ridhästar, även inom ridsporten, även om de inte utmärkt sig riktigt än.  
Catriahästarna är i övrigt väldigt robusta hästar med en ganska kraftig och kompakt kropp med kraftiga ben. Halsen är lång men medeltjock och huvudet har en rak nosprofil som smalnar av mot mulen, vilket ger en lite "trekantig" form på huvudet. Hästarna är oftast bruna eller fuxar men även andra färger förekommer, även om det är ovanligt. Hästarna som föds upp i halvvilt tillstånd utomhus innehar på grund av detta en naturlig sundhet och motstånd mot sjukdomar. 